# Anemie pernicioasă
Anemia pernicioasă, anemia Biermer, sau anemie Addison-Biermer, este una din tipurile de anemii megaloblastice, datorată maladsorbției de vitamina B12. Aceasta este cel mai adesea cauzată de pierderea celulelor parietale gastrice, responsabile de secreția factorului intrinsec Castle, o glicoproteină esențială pentru absorbția vitaminei B12 în ileonul terminal. Nivelul seric al vitaminei B12 scade sub 100 pg/mL. 
De obicei asociată cu gastrita atrofică, o boală autoimună asociată cu distrugerea celulelor parietale gastrice (și inactivarea FI prin producere de autoanticorpi pentru factorul intrinsec), pierderea factorului intrinsec duce la absorbție deficitară de vitamina B12. 
Înlocuirea depozitelor hepatice de vitamina B12 nu corectează absorbția deficitară din cauza lipsei sintezei de factor intrinsec. O persoană fără capacitatea de a absorbi vitamina B12 va avea boala (anemie pernicioasă) pentru tot restul vieții. Cu toate acestea, cu excepția cazurilor în care pacienții au suferit leziuni ale nervilor periferici înainte de tratament, înlocuirea permanentă a rezervelor de vitamina B12 va menține boala sub control, fără niciun simptom de anemie.
Această maladie este mai frecventă la persoane de rasă caucaziană. Ea afectează în principal indivizii de peste 40 de ani. La tineri, anemia pernicioasă este mai mult mai rară, și prezintă alte aspecte. Este foarte similară cu anemia pernicioasă, în sensul că este corelată cu lipsa secreției de factor intrinsec. Aici insă, mucoasa gastrică nu este atrofiată și aceasta este capabilă să secrete acid clorhidric, cel puțin după stimulare cu histamină. Tratamentul cu vitamina B12, este identic cu cel al anemiei pernicioase.
Anemia pernicioasă are predispoziție ereditară. Anemia pernicioasă este de asemenea asociată cu alte maladii: diabetul zaharat, hipotiroidismul și cancerul gastric. Frecvența tumorilor maligne și benigne (polipi precanceroși) ale stomacului în anemia Biermer este estimată la 13%; această rată ridicată justifică explorarea sistematică a stomacului la pacienții afectați.

## Simptome

### Anemice
- Stare generală bine tolerată,
- Oboseală, paloare, uneori stare subicterică,
- Tahicardie,
- Temperatură subfebrilă

### Neurologice
- Dificultăți de concentrare și de memorie;
- Atrofia (demielinizarea) cordoanelor posterioare și laterale ale măduvii spinării, ceea ce duce la:
  - Tulburări motorii: fie sindrom spastic (cordon lateral), fie sindrom pseudo-tabetic (cordon posterior).
- Depresii, psihoze (inclusiv schizofrenie);
- Furnicături, senzație de amețeală;
- Tulburări de vedere;
- Parestezii ale membrelor (afectarea funcției nervilor senzitivi);
- Tulburări sfincteriene (incontinență urinară);

## Tratament
- Adesea pe cale parenterală:

Injecții intramusculare cu 100 mg vitamina B12: în prima săptămână zilnic (pentru a crește depozitele hepatice de vitamină), apoi în prima lună săptămânal, apoi lunar toată viața (pentru a menține rezervele de vitamina B12). 
- Administrare orală: 1 mg/zi.

Starea pacienților se ameliorează prompt imediat după începerea tratamentului. Simptomele neurologice recente sunt reversibile. 